# Fausse Balle
Pour le terme sportif, voir Fausse balle.
Fausse Balle (titre original : Squeeze Play) est un roman policier écrit par Paul Auster et publié en 1982 (1992 pour la traduction française) sous le pseudonyme de Paul Benjamin.
On retrouve le personnage de Paul Benjamin dans le film Smoke. Il s'agit de l'auteur qui a perdu sa femme. On retrouve donc une fois de plus des correspondances et des liens entre les écrits de Paul Auster.